# Yuan Guiru
Yuan Guiru (20 de septiembre de 1980) es una deportista china que compitió en taekwondo. Ganó una medalla de bronce en el Campeonato Mundial de Taekwondo de 1999, y una medalla de bronce en los Juegos Asiáticos de 1998.

## Palmarés internacional
| Campeonato Mundial | Campeonato Mundial  | Campeonato Mundial | Campeonato Mundial |
| Año                | Lugar               | Medalla            | Categoría          |
| ------------------ | ------------------- | ------------------ | ------------------ |
| 1999               | Edmonton (Canadá)   | Medalla de bronce  | –51 kg             |
| Juegos Asiáticos   |                     |                    |                    |
| Año                | Lugar               | Medalla            | Categoría          |
| 1998               | Bangkok (Tailandia) | Medalla de bronce  | –47 kg             |